# E Street Band
Az E Street Band Bruce Springsteen saját rockegyüttese. 1972-ben alakultak meg a New Jersey állambeli Belmarban. A zenekar gyakran "Bruce Springsteen and the E Street Band" néven működik. Bruce Springsteenen kívül további tagok: Garry Tallent, Roy Bittan, Max Weinberg, Steven van Zandt, Nils Lofgren és Patti Scialfa. Volt tagok: Clarence Clemons, Danny Federici, Vini Lopez, David Sancious és Ernest Carter. Az E Street Band általában Bruce háttér-zenekaraként tevékenykedik. 2014-ben bekerültek a Rock and Roll Hall of Fame-be. Több neves előadóval és együttessel közreműködtek már, Springsteennel és külön-külön is, például Sting, David Bowie, Stevie Nicks, Paul McCartney, Ringo Starr, Grateful Dead, Dire Straits stb. A tagok szóló karriert is folytatnak, illetve színészként, dalíróként és zenei producerként is aktívak. A zenekar egészen a mai napig működik. Számtalan zenész megfordult már itt, Bruce az egyetlen olyan tag, aki a megalakulástól fogva képviseli az együttest. A társulat Springsteen összes albumán megjelenik, háttéregyüttesként.